# Bataille de Conquereuil (992)
Pour les articles homonymes, voir Bataille de Conquereuil.
Batailles
- Messac (843)
- Blain (843)
- Ballon (845)
- Jengland (851)
- Brissarthe (866)
- Trans-la-Forêt (939)
- Conquereuil (992)

La seconde bataille de Conquereuil se déroule le 27 juin 992. 
Le comte d'Anjou Foulques III, soutenu par les Nantais, et allié des rois Capétiens, y défait et tue Conan Ier, duc de Bretagne depuis 990, soutenu par le comte de Blois et les Normands et qui contrôlait le Nantais avec son allié Orscand de Vannes. Le vicomte Haimon, ou Aymon, frère utérin d'Hoël Ier de Bretagne et de Guérech de Bretagne, est également tué lors du combat.